# Phare de Kralendijk
Le phare de Kralendijk ou phare de Fort Oranje est un phare actif situé sur la tour du Fort Oranje dans la ville de Kralendijk (Bonaire), Territoire néerlandais d'outre-mer des Pays-Bas.
Il est géré par la Bonaire Port Authority à Kralendijk.

## Histoire
Le Fort Oranje a été construit en 1639 par la Compagnie néerlandaise des Indes occidentales qui a servi de forteresse jusqu'en 1837. En 1932, une tour en maçonnerie a été érigée dans l'enceinte pour remplacer une ancienne tour en bois.
Le phare, mis en service en 1932, se situe proche du port dont il sert de lumière d'atterrissage. Le phare sert maintenant de bureau de la capitainerie.

## Description
Ce phare est une tour pyramidale à base carrée de 3 étages en maçonnerie, avec une terrasse et balise moderne de 7 m de haut. Le phare est peint en beige clair et la balise est noire. Il émet, à une hauteur focale de 13 m, un bref éclat blanc de 0.2 seconde par période de 2 secondes. Sa portée est de 5 milles nautiques (environ 9 km).
Identifiant : ARLHS : NEA-007 - Amirauté : J6408.3 - NGA : 110-16093 .

## Caractéristique dufeu maritime
Fréquence : 2 secondes (W)
- Lumière : 0.2 seconde
- Obscurité : 1.8 secondes

|          |
| Le phare |

|           |
| La balise |